# Lakota (llengua)
Lakota (també lakhota, teton, sioux teton) és una llengua siouan parlada per la Nació Lakota de les tribus sioux. Encara que generalment els seus parlants la consideren una llengua separada, el lakota és mútuament intel·ligible amb les altres dues llengües (dakota), i és considerat per la majoria dels lingüistes un dels tres principals varietats de la llengua sioux. La llengua lakota representa un dels majors comunitats lingüístiques de llengües ameríndies als Estats Units, amb aproximadament 6.000 parlants que viuen principalment a les planes del nord dels estats de Dakota del Nord i Dakota del Sud.
La llengua es va posar en forma escrita per missioners al voltant de 1840 i ha evolucionat des de llavors per reflectir les necessitats i usos contemporanis.

## Escriptura
El llenguatge no disposa d'escriptura pròpia escriptura, com va ser el cas de la majoria de les llengües indígenes d'Amèrica del Nord, i va ser escrita per primer cop en 1840 pels missioners, i des de llavors ha evolucionat per s adaptar-se a les necessitats modernes.
En lakota és essencial distingir les consonants aspirades de les que no ho estan. Aquesta és una característica rellevant de la llengua. Des del segle xix els sistemes d'escriptura creats pels nord-americans no van aconseguir distingir-los. Les ortografies actuals transcriuen correctament la llengua.
En la dècada de 1970, els educadors lakota de les reserves de Rosebud, Pine Ridge i Cheyenne River compartiren materials didàctics i van veure la necessitat d'una ortografia estandarditzada. Després d'una reunió organitzada pel Sinte Gleska College i l'Oglala Lakota College, en què els educadors comparen les seves grafies i els seus orígens, no s'arriba a un consens i es va decidir que cadascú seguís utilitzant el seu sistema. El 1982, la South Dakota Association of Bilingual and Bicultural Education (SDABBE) organitzà un taller sobre gramàtica i en resposta els educadors lakota de les reserves de Rosebud, Pine Ridge i Cheyenne River i de Rapid City va organitzar el Comitè per a la Preservació de la llengua lakota per treballar en una ortografia normalitzada. Després de diverses reunions i consultar a la gent gran, la comissió va formular recomanacions ortogràfiques, que després foren adoptades.
En 1995, en una conferència anual organitzada per la SDABBE, els educadors de les reserves de Rosebud, Pine Ridge, Cheyenne River, Lower Brule, i Rapid City i altres escoles discutiren diferents grafies i decidiren mantenir l'ortografia de 1982.
La nasalització se sol indicar amb ogonek sota la vocal ą, į, ų en publicacions en llengües sioux. Els missioners que treballaven en lakota utilitzaven la lletra eng (ŋ) o la lletra greta eta (η) per indicar la nasalització, i la forma d'aquest última "una n amb la cama dreta llarga" va ser adoptada en l'ortografia lakota en 1982. Aquesta ortografia indica la nasalització amb la lletra N amb la cama dreta llarga Ƞ, ƞ després de la vocal. No obstant això nasalització ara està marcada en el seu lloc per la lletra Eng (Ŋ, ŋ), com és definida al New Lakota Dictionary de 2008, en l'ortografia adoptada pel Sitting Bull College, les tribus sioux Standing Rock i Cheyenne River, i a les escoles de les reserves de Pine Ridge i de Rosebud. A vegades també es troba la lletra N (N, n) amb aquest ús.

## Fonologia

### Vocals
|         | Anterior | Central  | Posterior |
| ------- | -------- | -------- | --------- |
| Tancada | i i iŋ ĩ |          | u u uŋ ũ  |
| mitjana | e e      |          | o o       |
| Oberta  |          | a a aŋ ã |           |

### Consonants
|            |            | Bilabial | Dental | Lateral | Palatal | Velar | Uvular | Glotal |
| ---------- | ---------- | -------- | ------ | ------- | ------- | ----- | ------ | ------ |
| Oclusives  | Sordes     | p p      | t t    |         |         | k k   |        | ʔ ʔ    |
| Oclusives  | Sonores    | b b      |        |         |         | g g   |        |        |
| Oclusives  | Aspirada   | ph pʰ    | th tʰ  |         |         | kh kʰ |        |        |
| Oclusives  | Ejectives  | pʼ pʼ    | tʼ tʼ  |         |         | kʼ kʼ |        |        |
| Fricatives | Sordes     |          | s s    |         | š ʃ     |       | ȟ x    | h h    |
| Fricatives | Sonores    |          | z z    |         | ž ʒ     |       | ǧ ʀ    |        |
| Fricatives | Ejectives  |          | sʼ sʼ  |         | šʼ ʃʼ   |       | ȟʼ xʼ  |        |
| Africades  | sordes     |          |        |         | č t͡ʃ    |       |        |        |
| Africades  | Aspirades  |          |        |         | čh t͡ʃʰ  |       |        |        |
| Africades  | Ejectives  |          |        |         |         |       |        |        |
| Nasals     | Nasals     | m m      | n n    |         |         |       |        |        |
| Líquides   | Líquides   |          |        | l l     |         |       |        |        |
| Semivocals | Semivocals | w w      |        |         | y j     |       |        |        |

- Al·lòfons :
  - Les oclusives sonores es troben només en tres situacions:
    - En els grups de consonants /-bl-/ et /-gl-/, /-gm-/, /-gn-/. Aquests grups es pronuncien amb un schwa xiuxiuejat [ᵊ], inserit entre els dos segments.
      - waŋblí - àguila reial - [wãbᵊˈli]
      - bléza - estar sa - [bᵊˈleza]
      - šaglóǧaŋ - vuit - [ʃagᵊˈloɣã]
      - agléška - llangardaix - [agᵊˈleʃka]
      - igmú - gat - [igᵊˈmu]

    - En derivació.
      - šuŋgíla - guineu diminutiu de šuŋka - gos

    - En incorporació nominal. Així els derivats de napé - principal.
      - nabáhuŋka - polze
      - nabʔókazuŋte - els dits amb els metacarps
      - nabʔókaške - canell

## Història i origen
Les històries de la creació de la Nació Lakota diuen que la llengua es va originar amb la creació de la tribu.

## Aprenent Lakota: esforços per revitalitzar la llengua
L'assimilació de les tribus indígenes a la societat nord-americana en expansió de finals del segle xix i principis del XX depenia de la supressió o total erradicació de la llengua única de cada tribu com a aspecte central de la seva cultura. Els internats del govern que separaven els nens dels seus pares i parents complien aquest procés d'assimilació amb càstigs corporals per parlar les llengües tribals (Powers). La llengua lakota va sobreviure a aquesta supressió. "El lakota va persistir a través de la immersió natural atorgada per la conversa diària a la llar, la comunitat en esdeveniments de tota la reserva, fins i tot en texts escrits en forma de cartes a la família i amics. La gent pot demostrar la seva capacitat de resistència cultural a través de l'aplicació positiva de parlar i escriure Lakota ". (Powers)
Així i tot, les oportunitats d'ocupació es basen a parlar anglès; un Lakota bilingüe o que només parla anglès té més probabilitats de ser contractat. (Powers) En les dècades de 1980 i 1990, Albert White Hat Sr. fou un educador, escriptor i líder espiritual tribal i ancià respectat lakota. Ell només parlava lakota fins als set anys. Fou un dels més grans activistes de la seva època per salvar i preservar la llengua i tradicions lakota. Va escriure i publicar un llibre de text i un glossari lakota. Va morir en 2013.
En 2004 cinc tribus lakota (Pine Ridge, Standing Rock, Rosebud, Cheyenne River i Lower Brule) s'uniren amb professionals de l'educació d'un segon idioma i lingüistes acadèmics per formar el Consorci de la Llengua Lakota, per produir i implementar un esforç educatiu integral per estandarditzar i professionalitzar l'ensenyament del lakota a les escoles públiques i parroquials tribals veïnes. Aquest moviment inter-tribal s'ha traduït en els llibres de text seqüenciat, materials audiovisuals, llibres de referència i plans de formació de docents que creen una nova carrera centrada en el lakota. El novembre de 2012, el president entrant de la Tribu Sioux Oglala, Bryan Brewer, anuncià que tenia la intenció "de dirigir una Iniciativa de Revitalització de la Llengua Lakota que se centrarà en la creació i funcionament d'escoles d'immersió lingüística lakota i la identificació de tots els parlants fluids de Lakota." Està programada la creació d'una guarderia d'immersió lingüística en lakota a Pine Ridge.
Pel 2012 es proporcionava classes d'immersió lingüística en lakota per a nens en un programa experimental al Sitting Bull College a la reserva índia de Standing Rock, on els infants només parlen lakota en el seu primer any (Powers).
Pel 2014 es calcula que al voltant del 5% dels nens entre 4 i 6 anys de la reserva índia de Pine Ridge parlen lakota.
Els parlants lakota poden pujar fotos amb descripcions d'àudio en lakota al lloc web LiveAndTell.

### Programa d'Educació en Llengua Lakota (LLEAP)
En 2011 Sitting Bull College (Fort Yates, Dakota del Nord, Standing Rock) i la Universitat de Dakota del Sud van començar programes de grau per crear mestres capacitats en idioma lakota. En obtenir una llicenciatura en Educació a la Universitat de Dakota del Sud o una llicenciatura en Ciències de l'Educació de Sitting Bull College, els estudiants poden triar com a especialitat "Lakota Language Teaching and Learning", com a part del Programa d'Acció Educativa en Llengua Lakota, o LLEAP.
El LLEAP és un programa de quatre anys dissenyat per crear almenys 30 nous professors de llengua lakota en 2014, i va ser finançat amb 2,4 milions de dòlars en subvencions del Departament d'Educació dels Estats Units. Al final de la fase inicial, SBC i USD oferiran permanentment el gran d'Ensenyament de Llengua Lakota com a part del seu pla regular d'estudis d'educació de pregrau. La matrícula i les despeses dels actuals estudiants de LLEAP són cobertes per la beca del Departament d'Educació. El LLEAP és el primer programa del seu tipus, que ofereix cursos per crear mestres qualificats per salvar de l'extinció una llengua nativa americana i educar els 120.000 parlants potencials de lakota al segle xxi.

### Suport governamental
En 1990 el senador Daniel Inouye (D-HI) patrocinà la Llei de Llengües Natives Americanes amb la finalitat de preservar, protegir i promoure els drets i llibertats dels pobles nadius d'Amèrica a practicar, desenvolupar i fer negocis en la seva llengua materna. Amb aquesta Llei es va invertir més de 200 anys de política nord-americana que hauria eliminat les llengües indígenes dels Estats Units. Aquesta legislació va donar suport als esforços tribals per finançar els programes d'educació d'idiomes.